# Epeolus montanus
Epeolus montanus är en biart som först beskrevs av Cresson 1878.  Epeolus montanus ingår i släktet filtbin, och familjen långtungebin. Inga underarter finns listade i Catalogue of Life.